# عدن مدر (يريم)

تعديل مصدري - تعديل

عدن مدر محلة تابعة لقرية بني مسعود، التابعة لعزلة خودان بمديرية يريم إحدى مديريات محافظة إب في الجمهورية اليمنية.، بلغ تعداد سكانها 31 حسب تعداد اليمن لعام 2004.